# 66 Pegasi
66 Pegasi är en orange jätte i stjärnbilden Pegasus.
66 Pegasi har visuell magnitud +5,08 och är väl synlig för blotta ögat vid god seeing. Den befinner sig på ett avstånd av ungefär 390 ljusår.